# Sybromimus obliquatus
Sybromimus obliquatus là một loài bọ cánh cứng trong họ Cerambycidae.